# Кондееску, Николае
Николае Кондееску (рум. Nicolae Condeescu; 27 февраля 1876, Кошерень, Валахия — 11 июля 1936, Урлаци) — румынский политический, государственный и военный деятель, дивизионный генерал (1928), военный министр Королевства Румыния (апрель 1930 по апрель 1931), Почётный член Румынской академии.

## Биография
В 1894—1896 годах обучался в офицерской школе в Бухаресте, после чего с 1903 по 1905 год учился в Высшем военном училище. В 1906 году был направлен на службу в генеральный штаб, в следующем году он получил чин капитана. В 1908 году проходил стажировку в элитном полку австро -венгерской армии, после чего вернулся в генеральный штаб румынской армии.
Участник Первой мировой войны. В августе 1916 года, когда Румыния вступила в мировую войну, получил звание подполковника. На протяжении бо́льшей части войны работал в военной разведке. Участвовал в создании разведки румынской армии, централизуя отчеты, изучая вражеские армии, публикуя приказы и информационные бюллетени, организуя разведмиссии, выявляя шпионов. Также принял меры по борьбес угрозами со стороны большевицкой России.
В 1917 году стал полковником, в июне 1918 года был назначен командиром пехотного полка. В конце войны назначен адъютантом наследного принца Кароля. Продолжал свою разведывательную работу до 1919 года, когда отправился в кругосветное путешествие с принцем.
В 1926 году ему было присвоено звание бригадного генерала и назначение командующим пехотным корпусом. В 1927 году Н. Кондееску вернулся на службу в генеральный штаб румынской армии.
В 1928 году получил чин генерала дивизии и стал командиром королевской военной гвардии. С апреля 1930 по апрель 1931 года занимал пост военного министра Королевства Румыния. Позже стал генеральным инспектором территориального командования.
Был одним из основателей и почётным членом Румынской академии.